# Joel Julio
Joel Jalil Julio Mejía (Montería, 18 de enero de 1985), apodado como "El Depredador Julio", es un boxeador colombiano del peso superwélter. Consiguió el título Continental de las Américas en un combate realizado en la capital de Córdoba en 2003. 

## Biografía
Entre los rivales que ha derrotado se encuentran experimentados peleadores como el argentino Carlos Wilfredo Vilches, Christopher Henry, el cubano Hicklett Lau y Robert Kamya. Perdió su invicto el 24 de junio de 2006, frente al boxeador Carlos "El Indio" Quintana, en un combate realizado en Las Vegas.
Después del combate contra Quintana, el monteriano reapareció el sábado 27 de octubre en Miami contra el mexicano Cosme Rivera, a quien derrotó por decisión dividida, para capturar el título Latino de la Organización Mundial de Boxeo y el FEDECENTRO de la Asociación Mundial de Boxeo. En su último combate, realizado el 11 de julio de 2007 en Hollywood, California, se enfrentó a Cornelius Bundrage, a quien ganó sin dificultad en 8 asaltos.

## Trayectoria
En 44 peleas como profesional, tiene una marca de 39 victorias, 4 derrotas y 0 empates, con 33 nocauts.